# مجرای شریانی باز
مجرای شریانی باز (انگلیسی: Patent ductus arteriosus به اختصار: PDA) یکی از بیماریهای تکاملی قلب است.
مجرای شریانی، مسیری است که در دوران جنینی شریان ریوی چپ را به آئورت نزولی ارتباط می‌دهد. این مجرا در نوزادان طی چند دقیقه تا چند روز پس از تولد بسته می‌شود. گاه (به خصوص در نوزادان زودرس) این مجرا پس از تولد بسته نمی‌شود که آن را مجرای شریانی باز می‌نامند.
بازماندن مجرای شریانی اجازه می‌دهد که خون غنی از اکسیژن آئورت با خون کم اکسیژن شریان ریوی مخلوط شوند لذا فشار خون شریان‌های ریه افزایش می‌یابد و از سوی دیگر تحمیل کار بیشتر بر قلب می‌تواند قلب را خسته کند.در سمع قلب در منطقه تحتانی کلاویکول چپ سوفل ممتد ماشینری ("continuous "machine-like) درپشت بدن به خوبی شنیده میشود

## علائم[۱]
علائم مجرای شریانی باز به اندازه مجرا بستگی زیادی دارد. معمولاً دلیل نارسانی قلبی در کودکان نارس همین مشکل است. در برخی موارد وجود PDA کوچک هیچ گونه علائمی ندارد و ممکن است تا مدت ها بعد و تا بزرگسالی هم شما متوجه آن نشوید. در مواردی که علائم وجود ندارد پزشک با معاینه قلب و شنیدن صدای قلب نوزاد با استتوسکوپ می تواند متوجه مشکل شود.
مجرای شریانی باز بزرگ تر معمولاً با علائم مختلفی خود را بروز می دهد. از جمله علائم رایج این مشکل در نوزادان عبارت است از :
- تنگی نفس
- تنفس سریع
- تنفس شدید
- خستگی
- عرق کردن زیاد
- عدم تمایل به خوردن غذا
- خستگی در زمان خوردن غذا
- عدم افزایش وزن کافی

کودکان در سنین خردسالی در زمان بروز PDA علائم زیر را بروز میدهند:
- تعریق زیاد در زمان فعالیت های خیلی سبک (مانند زمان تغذیه و گریه )
- کودک خیلی سریع و راحت خسته میشود
- ضربان قلب سریع
- تغذیه کم
- رشد کم کودک
- تنفس سریع

## درمان

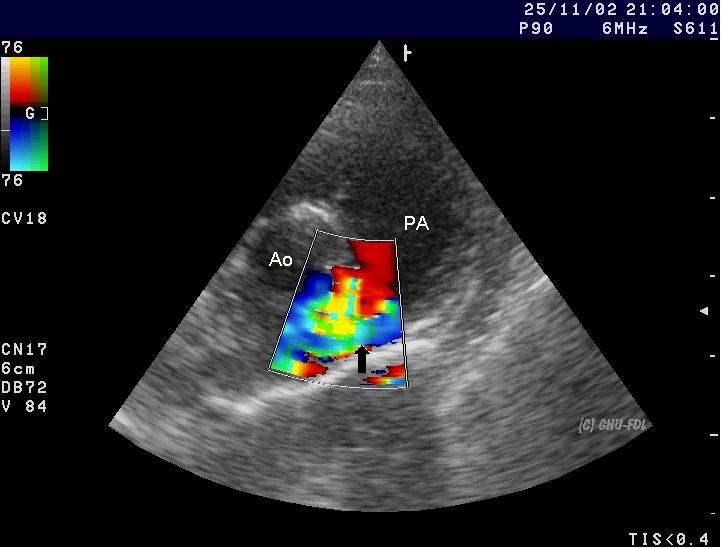
حفره مجرای شریانی در داپلر رنگی

اگر در نوزاد دچار PDA قلب کارکرد طبیعی داشته‌باشد، امکان نادیده انگاشتن این نقص وجود دارد گاه بتدریج این مشکل از بین می‌رود. اما در بعضی نوزادان، درمان (با جراحی باز یا بسته)، جهت بستن این مسیر، اجتناب ناپذیر است. PDA معمولاً بعد از ۴ ماهگی از طریق کاتتریسم و آنژیوگرافی و با استفاده از وسایل مختلف مانند کویل و آمپلاتزر بسته می‌شود.
امروزه یکی از روش‌های جراحی مجرای شریانی باز روش ویدئو توراکوسکپی (بدون انجام توراکوتومی) است. در این روش با استفاده از بیهوشی عمومی و ایجاد سه سوراخ پنج میلی‌متری در دیواره همی توراکس چپ برای وارد کردن ابزار و وسایل مخصوص این روش، مجرای شریانی مشخص شده و توسط دو کلیپس تیتانیوم به طور کامل بسته می‌شود.

## نگارخانه

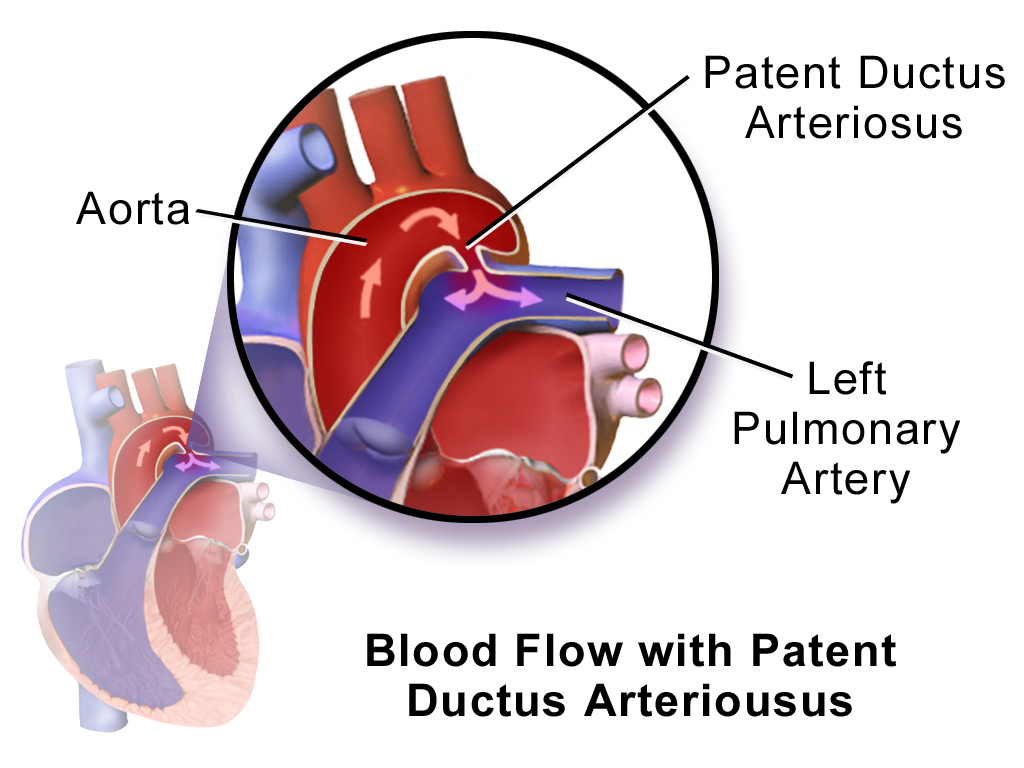
تصویری از مجرای شریانی باز
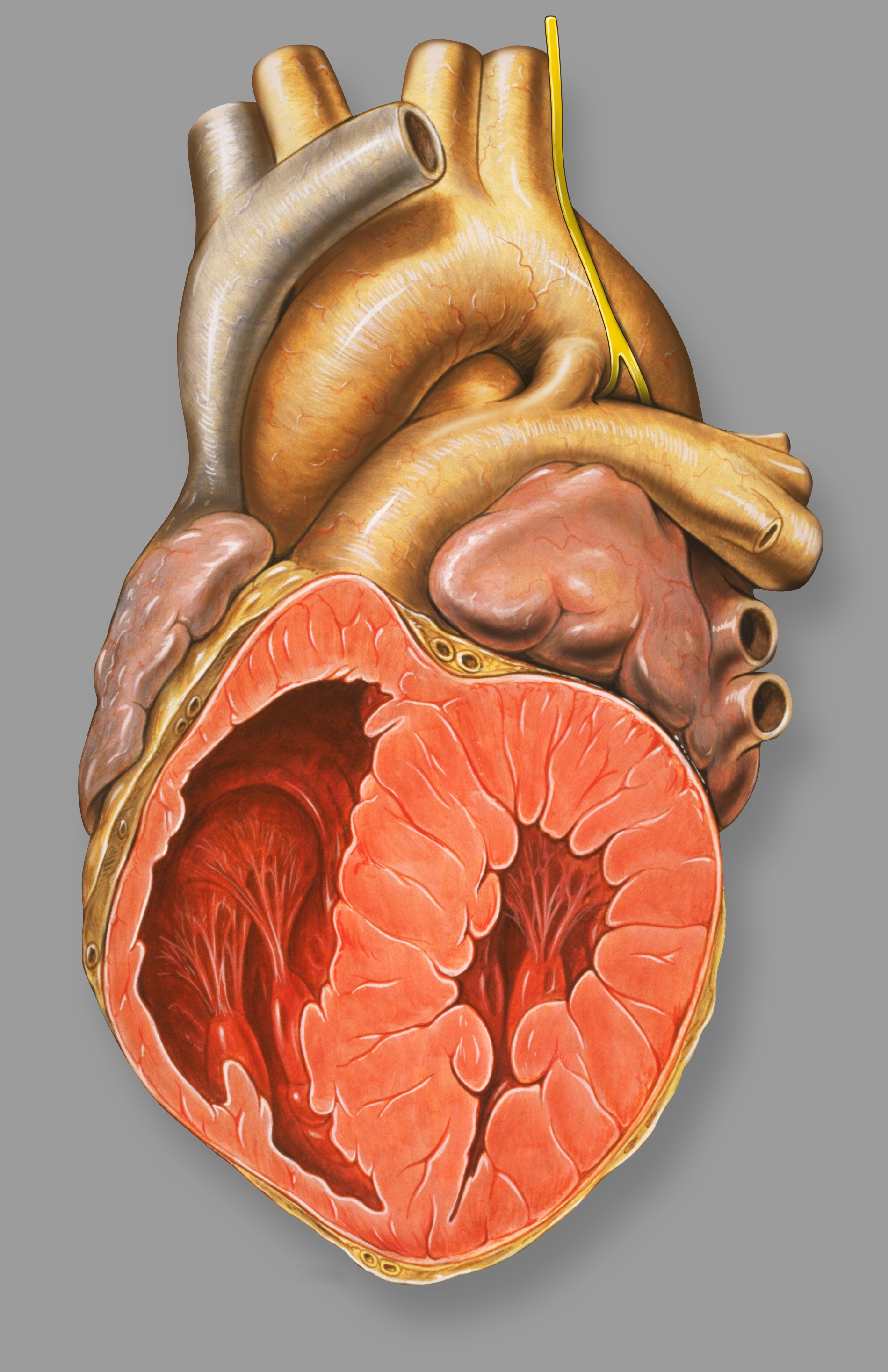
مجرای شریانی باز
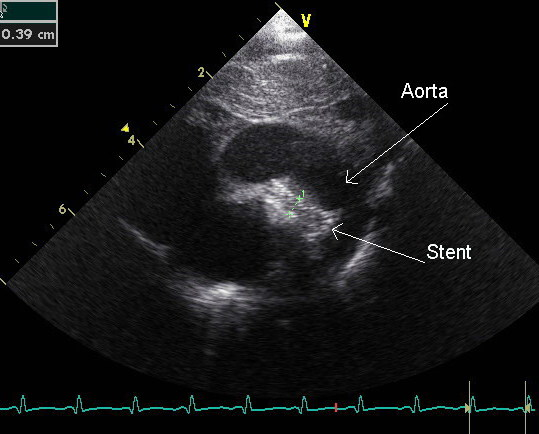
An echocardiogram of a stented persisting ductus arteriosus: One can see the aortic arch and the stent leaving. The pulmonary artery is not seen.
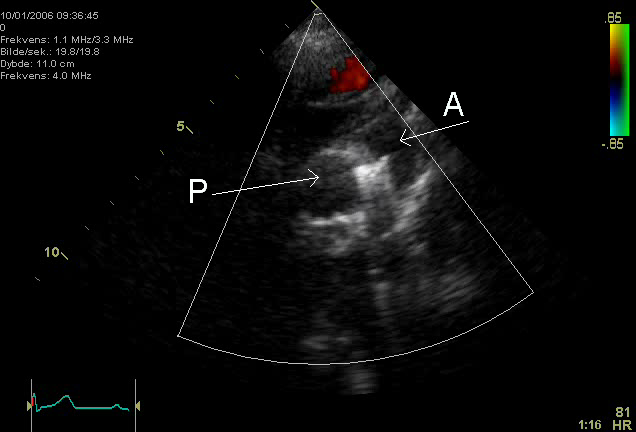
An echocardiogram of a coiled persisting ductus arteriosus: One can see the aortic arch, the pulmonary artery, and the coil between them.